# Tesla Supercharger

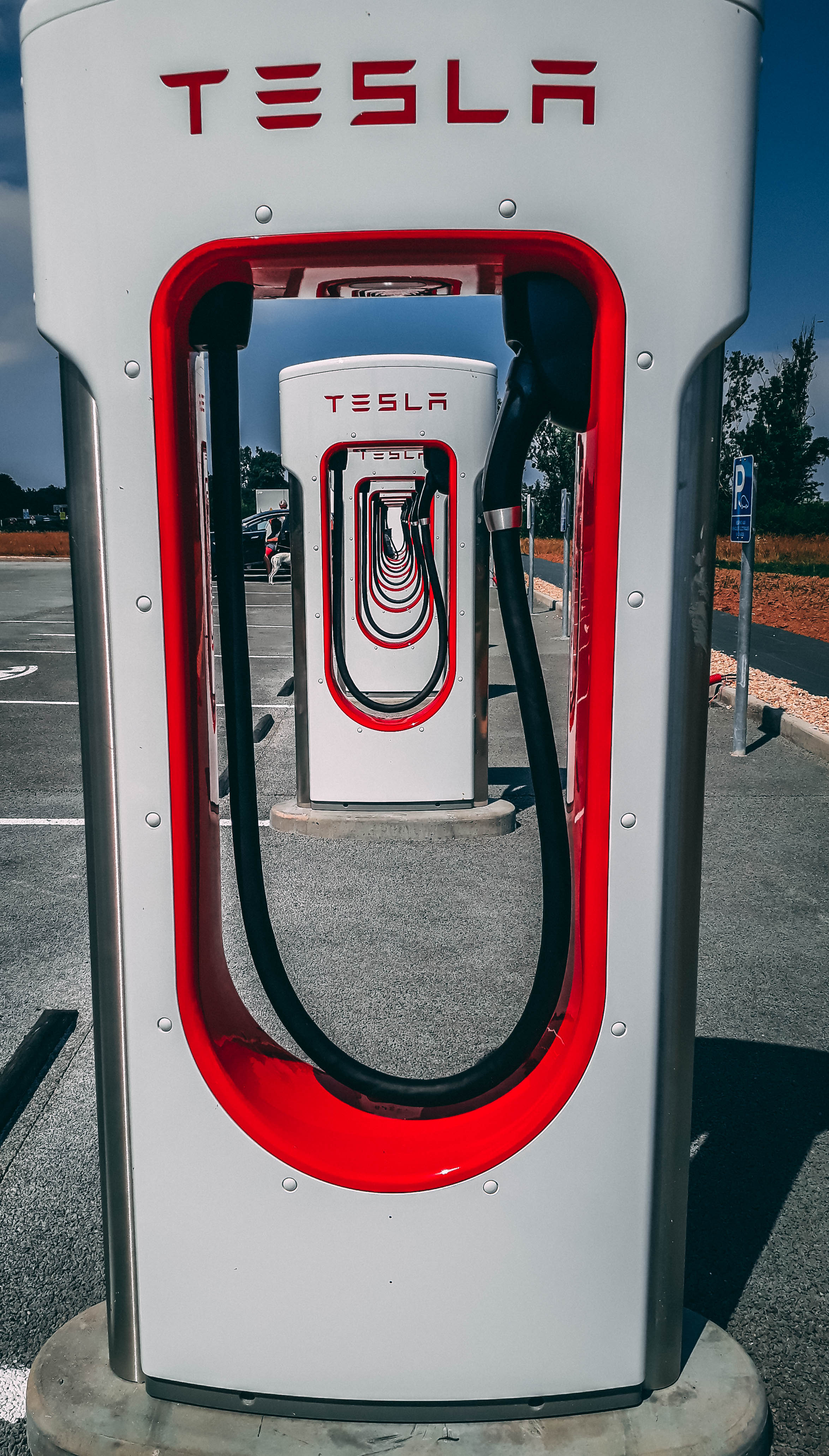
Tesla Supercharger em Mâcon, França.

Tesla Supercharger é uma estação de carregamento rápido para carregar carros elétricos da Tesla. No final de 2016, havia 769 estações em todo o mundo, com 4.876 carregadores. As estações de carregamento rápido são configuradas para viagens de longa distância. As estações são, portanto, colocadas ao longo de rotas próximas a comodidades como hotéis, restaurantes e áreas comerciais. 
Com um Supercharger, cerca de 270 quilômetros de alcance podem ser carregados em 30 minutos.